# سیارک ۱۷۷۹۸۲
سیارک ۱۷۷۹۸۲ (به انگلیسی: 177982 Popilnia، نامگذاری:2006QE34) صد و هفتاد و هفت هزار و نهصد و هشتاد و دومین سیارک کشف شده‌است که در ۱۷ اوت ۲۰۰۶ کشف شد.